# Роні Хендраван Курніаді
Роні Хендраван Курніаді (індонез. Rony Hendravan Kurniad) (7 січня 1933) — індонезійський дипломат. Надзвичайний і Повноважний Посол Індонезії в Києві (Україна) (1994—1997) в Грузії та Вірменії за сумісництвом.

## Біографія
Народився 7 січня 1933 року в Модкоагунг, Нідерландська Індія. Закінчив Академію закордонної служби.
З 1956 по 1975 — співробітник МЗС Індонезії.
З 1975 по 1980 — радник посольства Індонезії в Бангкоці.
З 1980 по 1982 — начальник відділу у справах країн Індокитаю.
З 1982 по 1985 — заступник Посла Індонезії в Манілі (Філіппіни).
З 1985 по 1990 — начальник Управління Європи МЗС Індонезії.
З 1990 по 1994 — секретар з політичних питань Генерального директорату МЗС Індонезії.
З 1994 по 1997 — Надзвичайний і Повноважний Посол Індонезії в Києві (Україна).